# Konin Niesłusz
Konin Niesłusz – nieczynny przystanek kolejowy w Koninie, w dzielnicy Niesłusz. Położony był przy czynnej dla ruchu osobowego w latach 1974–1995 linii nr 388 do Kazimierza Biskupiego.